# 宮川村 (秋田県)
宮川村（みやかわむら）は秋田県鹿角郡にあった村。現在の鹿角市八幡平の東部にあたる。

## 地理
- 山：皮投岳、北林、五の宮岳、高畑山、八森、鳥屋沢頭、高毛戸、角麓平、竹ノ子平、呱子森、湯坂森、後森、菰ノ森、治助崎山、栂森、秋田焼山、三方高、一方高、大平、コノケ立、大開山
- 沼：大沼、長沼
- 河川：米代川、熊沢川

## 歴史
- 1889年（明治22年）4月1日 - 町村制の施行により、宮麓村、長谷川村の区域をもって発足。
- 1956年（昭和31年）6月15日 - 曙村と合併して八幡平村が発足。同日宮川村廃止。

## 交通

### 鉄道路線
- 日本国有鉄道
  - 花輪線
    - 湯瀬駅（現・湯瀬温泉駅） - 小豆沢駅（現・八幡平駅）

現在は旧村域に陸中大里駅が所在するが、当時は未開業。

### 道路
- 県道盛岡毛馬内線（現・国道282号）

現在は旧村域に東北自動車道の鹿角八幡平インターチェンジが所在するが、当時は未開通。

### 名所・旧跡・観光スポット・祭事・催事
- 八幡平温泉郷
  - 志張温泉
  - トロコ温泉
  - 赤川温泉
  - 澄川温泉
  - 後生掛温泉
  - 蒸ノ湯温泉
- 大日霊貴神社（大日堂）
  - 大日堂舞楽

## 人物
- 安倍豊造 - 1891年生まれ。キリスト教（日本ホーリネス教会）牧師。
- 馬淵テフ子 - 1911年生まれ。初期の女性飛行士。当地は母方の郷里で、幼少期を過ごす。